# Enkhelék
Az enkhelék (ógörög Έγχελεῖς / Enkheleisz, jelentése ’angolnaemberek’; latin Encheleae) egyike volt az ókori Illíria délkeleti részén élő illír törzseknek, közülük is a görög világban az egyik legrégebben ismert illír népcsoport. Enkhelé (ógörög  Ἐγχέλη, latin Enchele) néven említett szállásterületük eredetileg a Lünkésztiszi-tavak tágabb környezetében, a Drilón és a Eordaikosz felső szakaszának vidékén volt, de idővel egészen Szkodráig benépesítették a Drilón völgyét. Feltételezik, hogy már az archaikus korban is volt királyságuk, sőt, egyes elméletek az Illír Királyság első névről ismert uralkodóját, az i. e. 4. század első felében hatalmon lévő Bardüliszt és utódait is enkhele királyokként tartják számon. Az i. e. 4. század utáni időszak kapcsán az ókori források nem említik többé az enkheléket.

## Mitikus eredetmondáik
Az illírek eredetéről szóló két görög mítosz egyikében – amely Apollodórosz, Hérodotosz és Pauszaniasz feljegyzésében maradt fenn – a föníciai Kadmosz és asszonya, Harmonia viszontagságos vándorlásuk végén az enkhelék között találtak oltalmat. Kadmosz a törzs királya lett, aki után fia, Illüriosz örökölte a trónt. A másik, Appianosz által megőrzött eredetmonda szerint Illüriosznak, az illírek ősatyjának hat fia született, ezek egyike volt Enkhelosz (Έγχελος), akitől az enkhelék származtak. Az ősi regék szerint az enkhelék alapították az egymástól meglehetős távolságra lévő Lükhnisz és Buthoé városokat.

## Szállásterületük és településeik

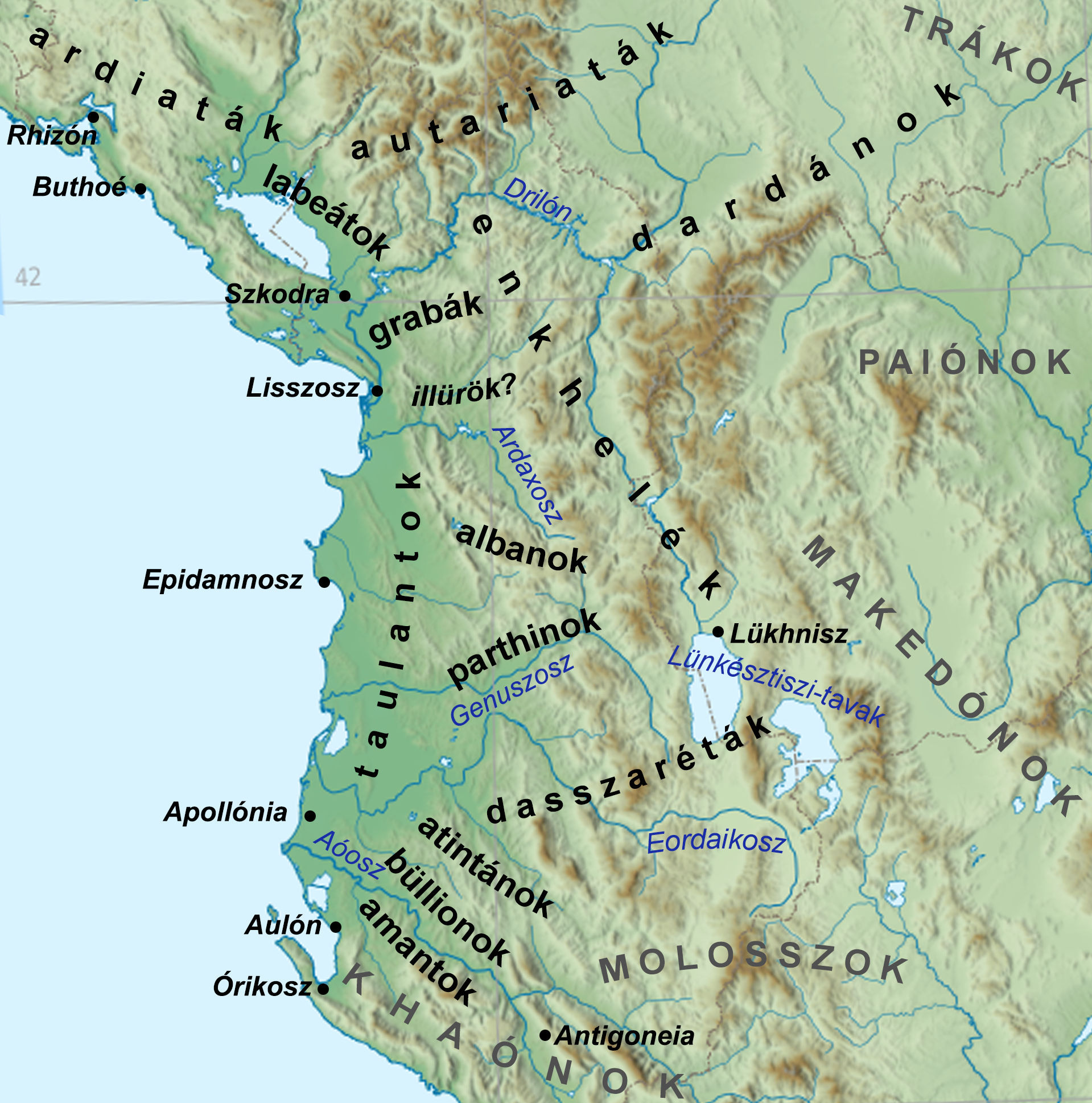
A jelentősebb délillír törzsek hozzávetőleges szállásterülete és szomszédaik az században

Az illírekről az i. e. 5. században elsőként számot adó Hérodotosz a mai Albánia középső területeiről említette az enkheléket. Ezt megelőzően eredeti szállásterületük a Lünkésztiszi-tavak (a mai Ohridi- és Preszpa-tavak) környéke, a Drilón (ma Fekete-Drin) és az Eordaikosz felső folyásának völgyei voltak. Idővel a Drilón völgyén keresztül egészen Szkodráig, az Adriai-tenger vidékéig nyomultak előre, és így az autariaták déli szomszédaivá lettek. Ez magyarázhatja, hogy az i. e. 4. századi Pszeudo-Szkülax-féle periplusz az adriai partvidéken, Rhizón és Buthoé környékén említette az enkheléket. Egyúttal magyarázattal szolgálhat arra a hagyományra, hogy a kor embere az egymástól meglehetős távolságban lévő Lükhnisz és Buthoé városokat egyaránt enkhele alapításúnak tartotta. E kettő mellett Polübiosz említette az általuk alapított városok sorában az Enkhelanai nevű települést, amelyet a mai Pogradeccel azonosítanak.
Egyes elméletek szerint az enkhelék nem csupán északra vándoroltak, de ugyancsak az archaikus korban megvetették a lábukat Itáliában is. Epidamnoszi és otrantói régészeti ásatások i. e. 8–7. századi rétegeiből nagy tömegben kerültek elő az Enkhelé vidékéről ismert devolli típusú agyagedény-töredékek, ami arra utalhat, hogy enkhelék egy nagyobb csoportja az adriai partvidéken, Epidamnoszon keresztül e korai évszázadokban átkelt a Hüdroszi-szoroson.

## Történetük
Az enkheléket a feltételezések szerint – nem függetlenül a Kadmosz-mítosztól – már az archaikus évszázadokban saját királyaik irányították, és az i. e. 7. századra keltezett trebeništai királysírokat is az enkhele dinasztákhoz kötik. Hérodotosz tudósításából ismert, hogy i. e. 480 környékén az enkhelék megtámadták a híres delphoi jósdát, és elrabolták kincseit. Az ősi királyság későbbi sorsa ismeretlen, de az i. e. 5. század második felében kialakult Illír Királyság első névről ismert uralkodója, Bardülisz hatalmi centrumát Enkhelé és Dasszarétia történeti régióival azonosítják. Ebből kiindulva és Gustav Zippel 1877-es munkája nyomán Bardüliszt és utódait enkhele királyokként is említik a történeti munkák (Encheleerreich). Bardüliszt i. e. 358-ban ellenfele, a makedón II. Philipposz legyőzte és kiverte Enkhelé területéről, ezt követően Bardülisz és utódai makedón függésben az attól délnyugatra elterülő Dasszarétia felett uralkodtak. Az enkheléket az i. e. 3. századtól nem említik többé az ókori források. Sztrabón azon megjegyzése, hogy az enkhelék másik elnevezése szeszaréta volt, azt a feltételezést erősíti, hogy valamiképpen összeolvadtak a dasszarétákkal.